# Rudolf Schnackenburg
Rudolf Schnackenburg (Katowice, 5 gennaio 1914 – Würzburg, 28 agosto 2002) è stato un biblista, teologo e presbitero tedesco.
È stato definito da Joseph Ratzinger "probabilmente il più significativo esegeta cattolico di lingua tedesca della seconda metà del XX secolo".

## Biografia e carriera
Schnackenburg trascorse l’adolescenza a Legnica, dove frequentò il Gymnasium Johanneum. Completati gli studi scolastici nel 1932, studiò teologia e filosofia all'Università di Breslavia e all'Università Ludwig Maximilian di Monaco. Nel 1937 conseguì il dottorato all'università di Breslavia; nello stesso anno fu ordinato prete e nominato parroco in Slesia. Espulso dopo la seconda guerra mondiale, tornò in Germania e riprese i suoi studi; nel 1947 ottenne a Monaco l'abilitazione all'insegnamento di Esegesi del Nuovo Testamento e l'anno successivo fu nominato Privatdozent all'Università Ludwig Maximilian di Monaco. Nel 1948 divenne lettore di Esegesi del Nuovo Testamento alla Philosophisch-Theologischen Hochschule di Dillingen. Nel 1955 fu nominato docente all'Università Otto-Friedrich di Bamberga. Nel 1957 divenne professore di Nuovo Testamento all'Università di Würzburg, incarico che ricoprì fino al 1982, anno in cui si ritirò dall’insegnamento.
Dal 1968 al 1973 ha fatto parte della Commissione teologica internazionale.

## Libri pubblicati

### Commentari
- Das Evangelium nach Markus, 2 vol., Düsseldorf, 1966
- Matthäusevangelium, 2 vols. (Die Neue Echter Bibel), Würzburg, 2005
- Das Johannesevangelium, 4 vols. (Herders theologischer Kommentar zum Neuen Testament 4), Freiburg, 2000
- Der Brief an die Epheser (Evangelisch-Katholischer Kommentar zum Neuen Testament 10), Düsseldorf, 2003

### Altre pubblicazioni
- Die Bergpredigt: Utopische Vision oder Handlungsanweisung?, Düsseldorf, 1984
- Die sittliche Botschaft des Neuen Testaments (Herders theologischer Kommentar zum Neuen Testament, Supplementband 2), Freiburg, 1986–1988 (vol. 1: Von Jesus zur Urkirche, vol. 2: Die urchristlichen Verkündiger)
- Der Jesusweg: Meditationen zum lukanischen 'Reisebericht' (Stuttgarter Taschenbücher 4), Stuttgart, 1990
- Gott hat seinen Sohn gesandt: Das Weihnachtsgeheimnis, Freiburg, 1990
- Freundschaft mit Jesus, Freiburg, 1995

- Die Person Jesu Christi im Spiegel der vier Evangelien, new edition (Herders theologischer Kommentar zum Neuen Testament, Supplementband 4), Freiburg, 1998
- Predigt in der Gemeinschaft Sant’Egidio, Würzburg, 2003